# Catherine Dyer
Catherine Dyer (* 25. November 1958 in New York) ist eine US-amerikanische Schauspielerin und TV-Produzentin.

## Leben und Karriere
Dyer wurde in New York City geboren und wuchs in Atlanta, Georgia, auf. Sie absolvierte die American Academy of Dramatic Arts in New York City und heiratete 1991 den Schauspieler Jason MacDonald. Im selben Jahr zog sie nach Los Angeles, wo sie mit ihrer One-Woman-Show namens Sorry to Keep You Waiting auftrat. Später arbeitete sie hinter der Kamera als Entwicklungsassistentin für die Originalfilmabteilung von Lifetime Television. 1997 kehrte sie nach New York City zurück, um als Produzentin für die Dokumentarserie Biography von A&E Television zu arbeiten, die 2003 für den Primetime Emmy Award nominiert wurde.
Dyer kehrte 2008 mit ihrer wiederkehrenden Rolle in der Lifetime-Dramaserie Army Wives zur Schauspielerei zurück. Später hatte sie Gastrollen in Drop Dead Diva, Dr. Dani Santino – Spiel des Lebens (Originaltitel: Necessary Roughness), Devious Maids, The Originals, Greenleaf und Queen Sugar. 2016 hatte sie in der ersten Staffel der Netflix-Serie Stranger Things eine wiederkehrende Rolle als Agentin Connie Frazier. Später hatte sie Rollen in Atlanta Medical (Originaltitel: The Resident), The Morning Show und The Terminal List.
Dyer trat in einer Reihe von Filmen auf, darunter Halloween II (2009), The Blind Side (2009), Sabotage (2014), Dirty Grandpa (2016), The Darkest Minds (2018) und Nappily Ever After (2018). 2019 spielte sie neben Danielle Deadwyler die Hauptanthogonistin im Independent-Thriller The Devil to Pay. Später wurde sie für den Netflix-Thriller Reptile gecastet. 2023 spielte sie eine Hauptrolle in dem Lifetime-Thriller The Surrogate Scandal.

## Filmografie (Auswahl)
- 1999: Road Kill
- 2009: Halloween II
- 2009: Familie Jones – Zu perfekt, um wahr zu sein (The Joneses)
- 2009: Blind Side – Die große Chance (The Blind Side)
- 2009: Was passiert, wenn’s passiert ist (What to Expect When You’re Expecting)
- 2014: Sabotage
- 2014: 96 Hours – Taken 3 (Taken 3)
- 2014: Liebe ohne Krankenschein (Accidental Love)
- 2016: Dirty Grandpa
- 2016: Puls (Cell)
- 2016: The Founder
- 2016: Stranger Things (Fernsehserie, 5 Folgen)
- 2017: Hot Summer Nights
- 2017: Sergeant Rex – Nicht ohne meinen Hund (Megan Leavey)
- 2017: I, Tonya
- 2017: Simran
- 2018: Forever My Girl
- 2018: Steel Country
- 2018: The Darkest Minds – Die Überlebenden (The Darkest Minds)
- 2018: An Actor Prepares
- 2018: Nappily Ever After
- 2019: Gilda Sue Rosenstern: The Motion Picture!
- 2019: The Devil to Pay
- 2019: Pageant Material
- 2020: 8th Floor Massacre
- 2022: A Unicorn for Christmas
- 2023: Escape from Love
- 2023: Reptile
- 2023: Freedom Hair
- 2025: The Rivals of Amziah King

## Auszeichnungen und Nominierungen
Emmy
- 2003: Emmy-Nominierung in der Kategorie Outstanding Nonfiction Series (Traditional) für Biography[3]